# Roca València
La Roca València és una de les roques de les festivitats del Corpus Christi de la ciutat de València.

## Descripció
Part dels materials emprats provenien de l'antiga Casa de la Ciutat. Es tractava d'artesonats i altres peces monumentals gòtiques i renaixentistes. Tramoyeres sosté que procedien del Saló Gran on es reunia el Consell General -la Sala del Consell- tot i que no hi ha altres fonts que precisen amb exactitud la part de l'edifici d'on venien. En tot cas, en són de les escasses peces medievals que sobreviuen de l'edifici.
Lluís Tramoyeres, en la seua obra de 1917 sobre els artesonats de l'antiga Casa de la Vila, explica com la majoria d'aquestos havien estat perduts, probablement venuts com fusta vella, i assenyala que només es van conservar les motllures i relleus, així com els àngels que figuren en els quatre angles del basament de la roca.
Els frisos de la base són de gran importància històrica pel seu origen. Mostren perfectament la talla i l'expressió dels caps dels guerrers, de les fulles de l'estructura gòtica.
València està representada com una matrona sedent que porta en la mà dreta una corona de llorer i un estendard amb un sol a l'esquerra.

## Història
Aquesta roca va ser construïda el 1855 amb motiu del quart centenari de la canonització de sant Vicent Ferrer. Com que la data és moderna, els detalls de la seua construcció són coneguts.

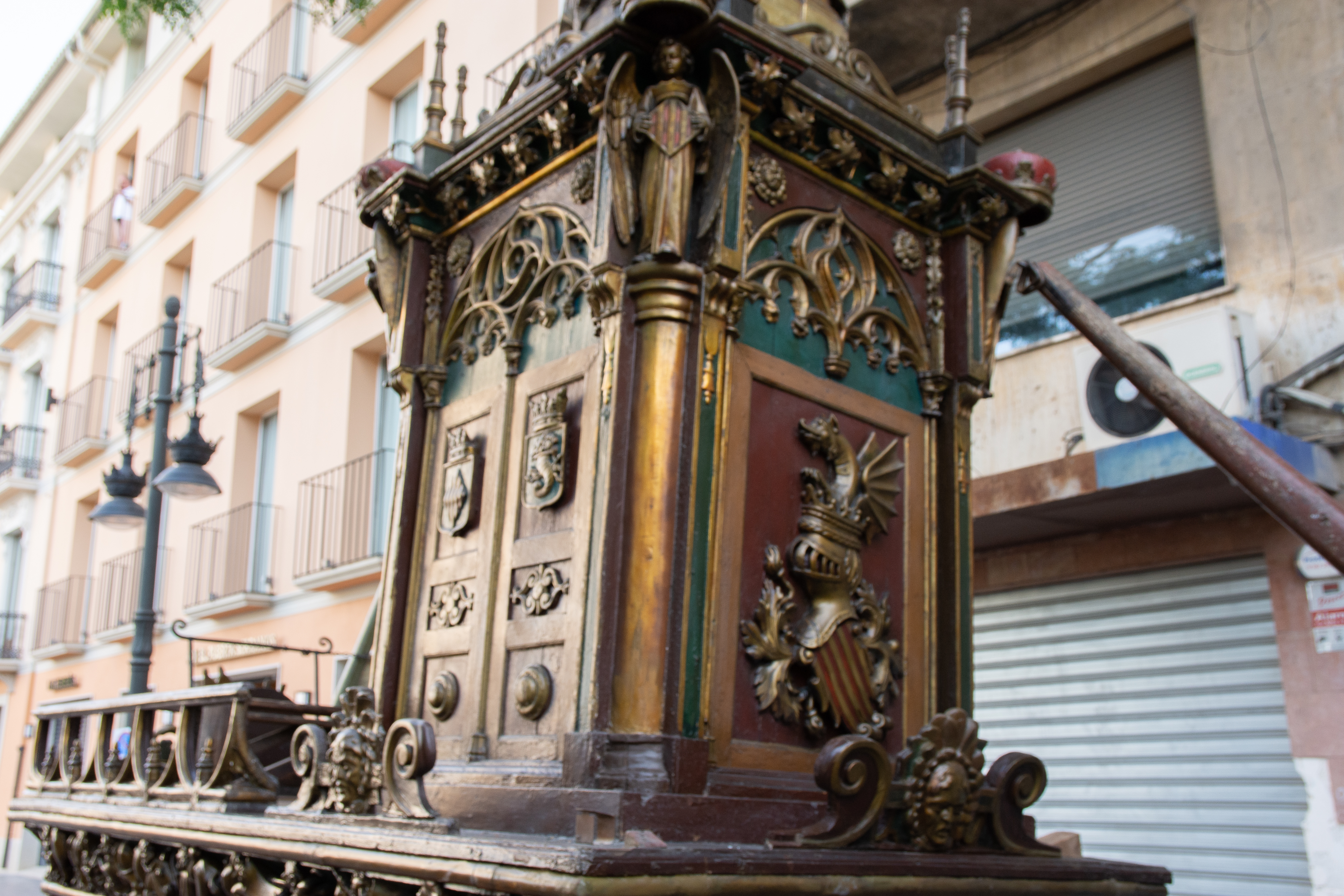
El pedestal va estar rebaixat 30 centímetres el 1912

La construcció del carro triomfal va fer-se ràpidament, recolzada per figures del govern municipal com Vicent Piñó Ansaldo (segon alcalde), Timoteu Liern (secretari) o Vicent Boix (cronista oficial). El projecte va ser aprovat per l'Acadèmia de Belles Arts de Sant Carles.

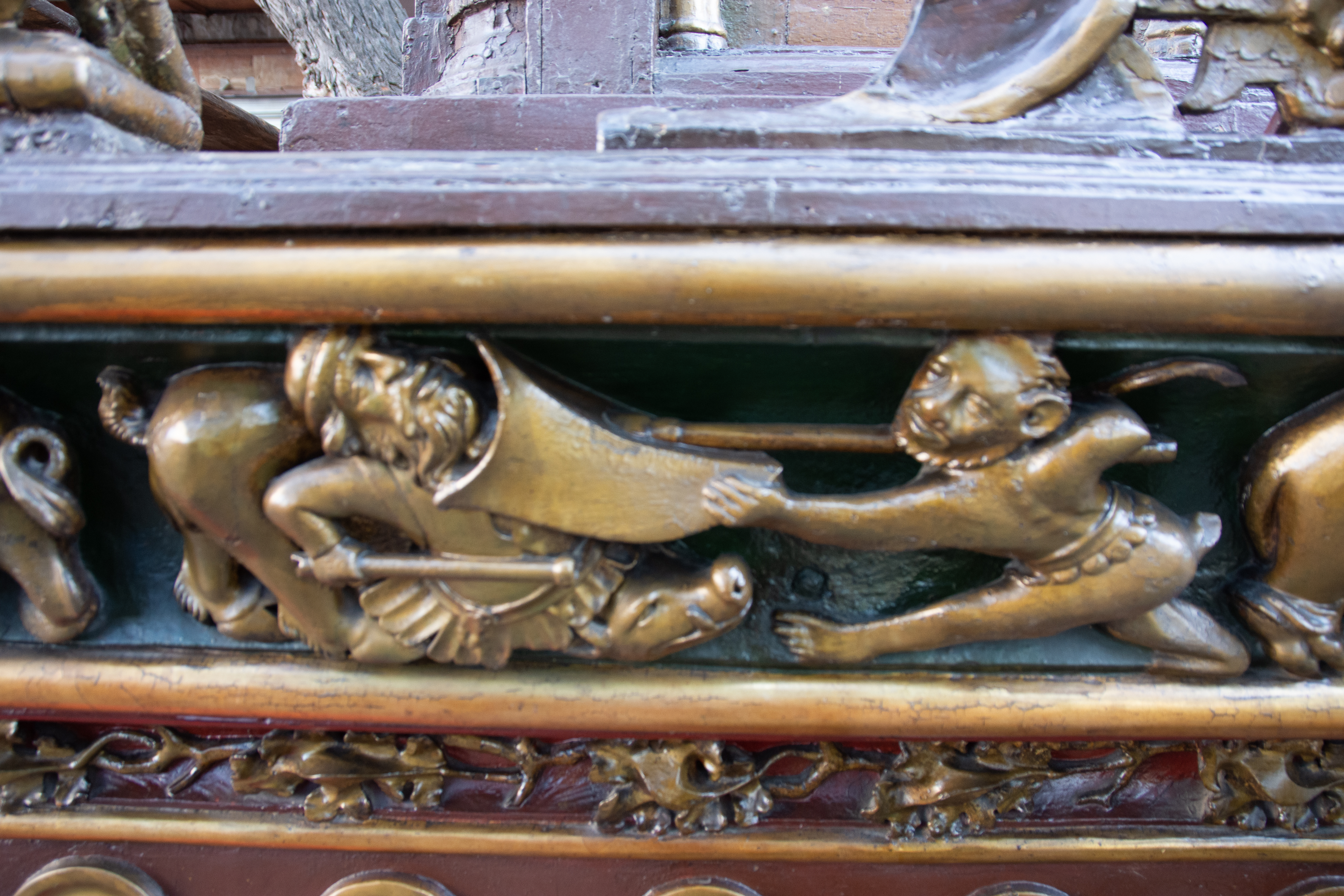
Detall d'un antic artesonat reciclat

Lluís Téllez va dirigir els treballs. Antoni Marzo va esculpir la figura principal i les al·legòriques. També hi participaren el tallista Josep Puchol, el daurador Benet Lleonart, els fusters Josep Gil i Ramon Monzó, i el mestre de carruatges Vicent Balader.
En 1858, als tres anys de la inauguració de la roca, Vicent Boix escrivia que per a la seua construcció s'aprofitaren una porció d'adorns riquisíssims de fusta, del segle xv, que es trobaven perduts als soterranis de la vella Casa de la Ciutat. Totes les escultures amb els mateixos colors són obra de l'època esmentada; només és nova l'estàtua que corona l'obra.
La instal·lació de cables el·lèctrics per al tramvia el 1912 va portar a la reducció de l'alçària de les roques. En el cas de la Roca València, se li retallaren trenta centímetres del seu pedestal.
Fou restaurada en 1867 per Pere-Lluís Bru i novament en 1959 per Lluís Roig d'Alós, a conseqüència de la riuada de 1957. Roig d'Alós comentava que entre la seua construcció i la rehabilitació de 1959, la Roca València havia sigut pintada en 1940, a més de molt retocada abans. La policromia i els daurats havien estat perduts de forma gairebé total.